# Jorge Ferrer Vidal
Jorge Ferrer-Vidal Turull (Barcelona, 2 de julio de 1926-Madrid, 19 de julio de 2001) fue un escritor de cuentos, novelista, poeta y traductor español.

## Biografía
Nacido en una familia de la aristocracia catalana, entre cuyos miembros destaca la figura del prohombre industrial, político y escritor José Ferrer y Vidal, su bisabuelo paterno, y la de Luis Ferrer-Vidal y Soler, su abuelo paterno. Por parte de su abuela paterna, Edith de Llauradó, pertenecía a la ilustre familia del helenista y editor Bergnes de Las Casas, saga de origen francés entroncada con Luis VI. Jorge Ferrer-Vidal se educó en Barcelona, San Sebastián y Sevilla en diversos colegios de la Compañía de Jesús.
En 1936 su familia se vio obligada a abandonar Barcelona debido al clima de violencia que se desencadenó al estallar la guerra civil española. Una vez terminada la contienda y, habiendo regresado a la casa familiar del Paseo de Gracia nº 114, se matriculó en la Facultad de Derecho, en la que se licenció en el año de 1949. A partir del año 1951 comenzó a enviar cuentos a diversos certámenes literarios, cosechando notables éxitos desde el principio.
En 1953, año de la muerte de su hermano mayor Luis, escribió su primera novela: “El trapecio de Dios”, publicada por el editor José Janés en noviembre del año siguiente. Ese mismo año viajó al Reino Unido para trabajar en una empresa de importación-exportación, residiendo en la población de Beckenham Junction (Kent), en la casa de Sir Richard Stoneham.
Cuando regresó a España en 1954, decidió compaginar su actividad literaria con el trabajo de asesor jurídico y, posteriormente, de jefe de personal y relaciones públicas en diversas empresas de ámbito nacional.
En 1955 contrajo matrimonio con María Díaz del Riguero y Díaz de Bustamante, con quien tuvo cinco hijos, María, Juan, Mercedes, Marta e Inés, desarrollando a partir de esa época una fructífera carrera literaria que, al comienzo de la década de los años sesenta, complementó con una relevante actividad como traductor, especialmente, de novelistas anglosajones.
En 1956 obtuvo el prestigioso premio “Sésamo” con su cuento “Los vagabundos”, así como el premio “Leopoldo Alas”. En 1960 fue galardonado con el premio “Café Gijón” por la novela “Sábado, esperanza”, publicándose en el año 1964 la novela “Historias de mis valles” (el libro que, junto con “Viaje por la sierra de Ayllón”, el autor considerada de mayor calidad literaria entre los por él escritos), publicándose en el año de 1967 otra de sus mejores novelas “Diario de Albatana”.
En 1975 se licenció en Filosofía y Letras en la Universidad Complutense de Madrid. Durante la década de los años ochenta hasta su muerte, siguió gozando del justo reconocimiento a su labor literaria con la concesión de numerosos galardones y la publicación de varios volúmenes de cuentos, entre los que destacan “El hombre de los pájaros” (1982), “Cuentos de otras latitudes” (1987) y “Los iluminados” (1993).
En su autobiografía, titulada “Confesiones de un escritor de cuentos (1951-1993)”, publicada en dicho año de 1993, el autor, además de exponer su itinerario profesional, familiar y vital, manifiesta sus ideas literarias, entre las cuales augura que “cuanto mayor sea la presión de la economía de mercado, los alardes técnicos, la informatización progresiva de la existencia, el hombre irá haciéndose paulatinamente lector de poesía y de cuentos, por ser estos los dos géneros literarios que mejor arropan nuestros mitos y nuestra ansia exasperada de encontrar un Dios”.
Escritor habitualmente encuadrado en la llamada “generación del año 1950”, conoció a la mayoría de los autores de dicha generación, manteniendo durante muchos años una gran amistad con narradores y dramaturgos como Lauro Olmo, Medardo Fraile, Meliano Peraile, Ramón Carnicer y Antonio Pereira, entre otros.